# Vasile Tarlev
Vasile Petru Tarlev (ur. 6 października 1963 w Bașcalii w rejonie Basarabeasca) – mołdawski polityk i przedsiębiorca pochodzenia bułgarskiego, w latach 2001–2008 premier Mołdawii.

## Życiorys
Z wykształcenia inżynier mechanik, ukończył studia w Instytucie Politechnicznym w Kiszyniowie. Uzyskał później stopień doktora nauk technicznych. Od początku lat 90. związany z różnymi przedsiębiorstwami, w których obejmował stanowiska menedżerskie i dyrektorskie (był m.in. dyrektorem fabryki wyrobów cukierniczych). W 1995 został przewodniczącym krajowego zrzeszenia spółek akcyjnych, od 1997 wchodził w skład rad gospodarczych przy prezydencie i premierze.
Zaangażował się w działalność polityczną w ramach Partii Komunistów Republiki Mołdawii. 19 kwietnia 2001 objął urząd premiera Mołdawii. W 2005 uzyskał mandat posła do Parlamentu Republiki Mołdawii z ramienia komunistów, pozostając na czele rządu na kolejną kadencję. Z funkcji zrezygnował 19 marca 2008. 31 marca tegoż roku został oficjalnie zastąpiony przez Zinaidę Greceanîi. Nie posiadał samodzielnego zaplecza politycznego i przez cały okres kierowania rządem Mołdawii był jedynie wykonawcą poleceń prezydenta Vladimira Voronina, którego rządy w Mołdawii w latach 2001-2009 opisuje się jako autorytarne.
W tym samym roku opuścił komunistów, został przewodniczącym partii Uniunea Centristă din Moldova, w której działał do 2009. Kandydował bez powodzenia w różnych wyborach, w tym w 2014 jako lider listy wyborczej partii Renaștere. Zawodowo w międzyczasie powrócił do biznesu, działając także w organizacjach gospodarczych. W 2010 został przewodniczącym mołdawskiego zrzeszenia przemysłowców i przedsiębiorców (Congresul Național al Industriașilor și Antreprenorilor din Moldova).
W 2024 kandydował w wyborach na urząd prezydenta Mołdawii; w pierwszej turze otrzymał 3,2% głosów, zajmując 6. miejsce wśród 11 kandydatów.